# Baliguián
Baliguián es un municipio de Tercera Clase de la provincia en Zamboanga del Norte, Filipinas. De acuerdo con el censo del 2000, tiene una población de 15,631 en 2,771 hogares. 

## Barangayes
Baliguián está políticamente subdividido en 17 barangayes.
| - Alegría - Diangas - Diculom - Guimotan - Kauswagan - Kilalaban - Linay - Lumay - Malinao | - Mamad - Mamawan - Milidan - Nonoyan - Población - San José - Tamao - Tan-awan |